# Heinrich Laube
Heinrich Rudolf Constanz Laube (n. 18 septembrie 1806, Szprotawa, Voievodatul Lubusz, Polonia – d. 1 august 1884, Viena, Austro-Ungaria) a fost un scriitor german și reprezentant al curentului literar de tendință liberală "Das junge Deutschland".
A fost director a mai multor instituții teatrale, printre care și Wiener Stadttheater, pe care chiar el a înființat-o.
A scris romane de atitudine politică, drame de inspirație istorică, cu accente de critică socială și studii de istorie a teatrului.
A fost redactor la ziarul Zeitung für die elegante Welt.

## Scrieri
- 1833/1837: Tânăra Europă ("Das junge Europa")
- 1847: Elevii de la Karlsschule ("Die Karlsschüler")
- 1856: Contele Essex ("Graf Essex").